# ویگور لیندبری

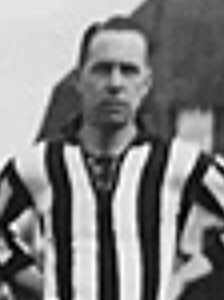
ویگور لیندبری در سال ۱۹۲۷

ویگور لیندبری (سوئدی: Vigor Lindberg؛ ۲۶ آوریل ۱۸۹۹ - ۲۷ ژوئن ۱۹۵۶) بازیکن فوتبال اهل سوئد بود.
وی در بازی‌های المپیک تابستانی ۱۹۲۴ برندهٔ مدال برنز شده‌است.